# アラヴァ岬
座標: 北緯48度09分58秒 西経124度43分57.8秒 / 北緯48.16611度 西経124.732722度

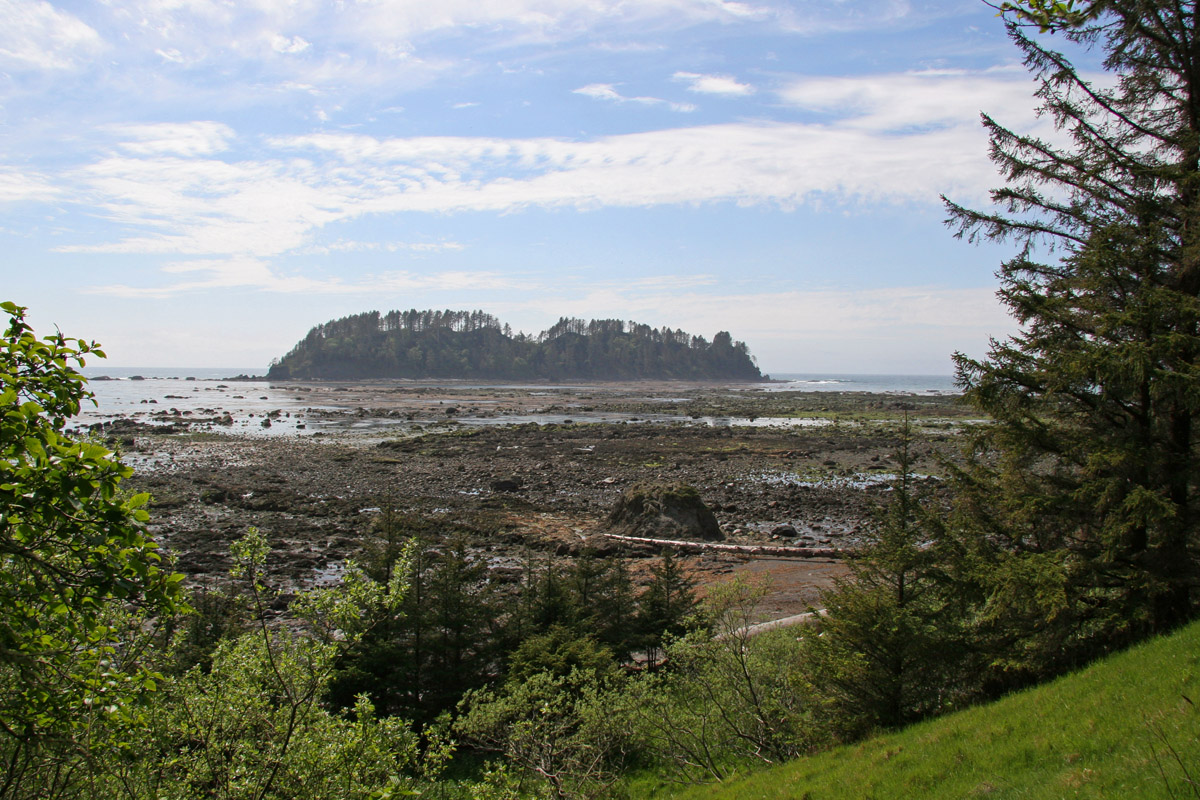
アラヴァ岬とオゼット島

アラヴァ岬（アラヴァみさき、ケープ・アラヴァ、Cape Alava）は、アメリカ合衆国北西部、太平洋側のオリンピック半島最西端にある岬である。ワシントン州の西部、クララム郡に位置し、北緯48度10分、西経124度44分11.8秒で、ハワイ州とアラスカ州を除いたアメリカ本土の最西端にあたる。岬の沖には陸繋島のようになっているTskawahyah 島（別名キャノンボール島）があり、干潮の際は干潟を歩き島の西側に回ることができる。ここが干潮時の最西端といえる。
岬はオリンピック国立公園に属し、マカー族（Makah）が住むオゼット・インディアン居留地（Ozette Indian Reservation）の範囲内にある。アラヴァ岬は国立公園のレンジャー・ステーションから3マイルのボードウォークを歩けば行くことができる（ただし片道。周回はできない）。
アラヴァ岬に対する波の侵食、および計測方法の違いから、オレゴン州南部のブランコ岬（ケープ・ブランコ、Cape Blanco）も真の本土最西端と主張している。なおアラヴァ岬はオリンピック半島の側面にあり、半島の突端（北西端）はフラッタリー岬（ケープ・フラッタリー、Cape Flattery）になる。

## 歴史

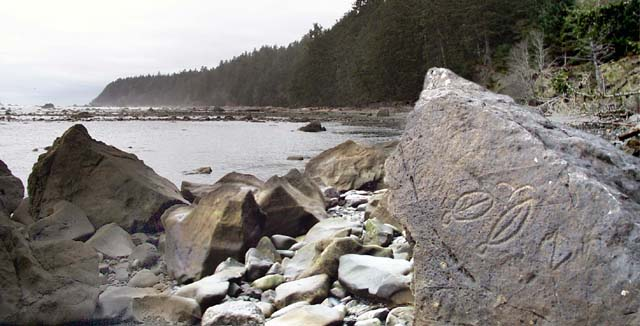
岬の南1kmの岩・ウェディングロックスにある先住民のペトログリフ（岩刻）。

岬の名前は、この地を航海したスペイン人植民者ドン・ホセ・マヌエル・デ・アラバ（Don José Manuel de Álava、バスクのビトリア出身、1743年1月1日生）に由来する。彼は1794年、スペインとイギリスの間で起こった北米西海岸の領土争いに仲介し解決に導き、オレゴン以北がイギリス領となるヌートカ条約の締結に貢献した。
1834年初頭、日本の千石船・宝順丸が14ヶ月にわたる太平洋漂流の末アラヴァ岬周辺に漂着した。鳥羽から江戸へ米を運ぶ途中だった船は嵐に襲われ、北米に漂着したときには3人しか生き残っていなかった。彼らはマカー族に助けられたが奴隷として扱われアメリカ人に売られた。この中にいたのが後に日本語通訳となった音吉である。
マカー族はヨーロッパ人との接触による疫病により人口が激減して勢力が弱体化し、ついにはオリンピック半島の土地のほとんどを合衆国に割譲する条約を結んでこの岬付近の居留地に住むことになった。海岸沿いの湖、オゼット湖の近くには大規模な18世紀ごろの遺跡が見つかりマカー族の多くの民具などが発掘されているが、これは地震による地すべりにより埋まったと見られる（1700年に日本沿岸に大津波が押し寄せた記録があり、マグニチュード9の「カスケード地震」が現在のワシントン州付近で起こったと考えられている。これがオゼット遺跡を埋めたと見られる）。

## 地形
岬に至るトレイルの終点を取り巻く浜辺はさまざまな種類の岩や小石で構成されている。
これら豊富な種類の岩石の混合は、太平洋の波の浸食作用と、数万年前の氷河の浸食作用の両方によるものである。ワシントン州天然資源局によれば、これらは未固結堆積物（Unconsolidated Deposition）と呼ばれる堆積物であり、第四紀に氷河によって削られた岩が海に堆積したものである。この堆積は最終氷期の終わり、1万4000年前から1万年前にかけて起こったと見られる。
ワシントン州地質学マップ  は、こうした独特の堆積物が太平洋の波の力で露出したことを示している。同様のものがピュージェット湾周辺でも見られるが、外海から守られていない海岸部ではまれである。